# Кларит
Кларит (рос. кларит, англ. clarite, нім. Clarit m) — бімацеральний мікролітотип, що містить мінімум 95 % мацералів групи вітриніту і ліптиніту, кожний з яких мусить бути представлений як мінімум 5 % (за об'ємом).

## Історія
Термін введений Р. Потоньє (1924 р.). З 1955 р. за рішенням Міжнародного комітету з петрології вугілля і органічної речовини (МКПВОР) термін застосовується для позначення мікролітотипа, що складається, в основному, з мацералів групи вітриніту і ліптиніту.
Походження слова: clarus (лат.) — ясний, яскравий.

## Склад
Співвідношення мацералів обох мацеральних груп, згаданих вище, можуть варіювати, наприклад, кларитV і кларитL означають кларени, багаті відповідно вітринітовими або ліптинітовими мацералами. Їх вітритова основна маса часто складається з колодетриніту. Відмінність можна встановити тільки по присутності спеціального ліптинітового мацерала, наприклад, кутиклариту, резиноклариту і т. д. В залежності від типу спор, присутніх в клариті, розрізнюють тенюі- і крассикларит (Е.Штах і інш., 1982 р.). К. може містити домішки, в основному, глинисті мінерали, пірит і карбонати.

## Воастивості
Густина К. варіює між 1,2 і 1,7 г/см³ в залежності від ступеня вуглефікації вугілля і змінюється зворотно пропорційно вмісту ліптиніту. Міцність варіює від 26 до 85 кг/мм². Звичайно міцність вища, ніж у вітриту, але ця відмінність меншає із збільшенням ступеня вуглефікації.
Елементарний склад К. варіює між складом вітриніту і ліптиніту. К. характеризується високим вмістом екстрактивної і леткої речовини. Ці характеристики залежать від співвідношення мацералів обох мацеральних груп і вуглефікованості речовини.

## Утворення
К. формується в різних середовищах. Вугільні пласти з високим вмістом кларитуV є типовим продуктом вологих деревних торфовищ (Діссель, 1992 р.). Резинокларит утворюється з деревини, багатої на смолу і, ймовірно, сформувався в лісових болотах (Лігуа і Дубінже, 1991 р.). Алгокларит вказує на озера і водоймища, в яких збиралися гумусові і ліптичні детрити (Діссель, 1992 р.). Наявність різновидів спор в спороклариті свідчить про навколишнє середовище (Шміт, 1968 р.; Штрехло, 1990 р.). Кларит, багатий кутикулами, може формуватися, в основному, в дрібних водоймищах незабаром після відділення від рослин-батьків і без особливого транспортування (Теймюллер, 1962 р.). Оскільки мезофілова тканина листя розкладається швидше, ніж кутикули, останні ущільняються (Діссель, 1992 р.).

## Поширення
Кларит є основним компонентом літотипу кларена. Він поширений і типовий для вугілля середньої стадії вуглефікації, особливо вугілля кам'яновугільного періоду і деякого вугілля еоцену-олігоцену в північній півкулі. К. з високим вмістом щільно упакованих кутикул утворює «паперове вугілля» (Діссель, 1992 р.).

## Технологічні характеристики
Вміст у клариті ліптиніту обумовлює тенденцію до меншого розтріскування, ніж у випадку вітриту, і до більшої міцності. Від вмісту ліптиніту також залежать крупність і характеристики дроблення клариту. К. має тенденцію до концентрації в ґранули крупністю > 1 мм.
Технологічні характеристики. У коксівному вугіллі кларит суттєво підвищує спікливість. Вихід побічних продуктів (наприклад, газів) змінюється із вмістом ліптиніту. К. співвідносять з пористими напівкоксами крассисферами і тенюісферами (Розенберг і інш., 1996 р.), що отримуються при спаленні. У вугіллі середнього ступеня вуглефікації К. повністю гідрогенізується. Це пов'язано з високим вмістом водню який входить до складу ліптинітових мацералів. К. не виявляє тенденції до пилоутворення завдяки своїй міцності.
Синоніми: напівпрозорий аттрит.